# Guillermo Marchena
Guillermo Marchena (* 19. Januar 1947 in Willemstad, Curaçao; † 1. März 1994 ebenda) war ein niederländischer Schlagzeuger und Popsänger.

## Leben
Schon in seiner Heimat spielte Marchena Schlagzeug in verschiedenen Rockbands. 1970 zog er nach Amsterdam, wo er vor allem mit Bands in den Clubs der Stadt auftrat. 1974 ging er nach München und spielte eine Zeit lang bei Klaus Doldingers Band Passport. Zusammen mit dem aus Puerto Rico stammenden Freddie Santiago war er 1978 Gründungsmitglied von Sigi Schwabs Percussion Academia. Das Weltmusikensemble spielte 15 Jahre zusammen und unternahm zahlreiche Tourneen. 1978 produzierte das Trio zusammen mit dem brasilianischen Trompeter Marcio Montarroyos und dem New Yorker Bassisten Mark Egan zwei Fernsehsendungen für die Jazz-In-Reihe, einer Koproduktion des Schweizer Fernsehens und des SWF.
Nach mehreren anderen Projekten – unter anderem war Marchena auch Sänger der Hardrockband Maniacs – schrieb Sigi Schwab 1987 den Soundtrack zur ZDF-Weihnachtsserie Anna. Den Schlüsselsong My Love Is a Tango nahm er dann mit Marchena als Sänger auf. Das Lied stieg im Januar 1988 in den deutschen Singlecharts bis auf Platz 1 und hielt sich dort zwei Wochen – die Single verkaufte sich ca. 600.000 mal.
Für Guillermo Marchena blieb es der einzige Ausflug in die Hitparaden. Die Nachfolgesingle Time for Lovers erreichte im April 1988 lediglich Platz 46 der deutschen Airplay-Charts. Bis 1994 blieb er Sigi Schwab treu, dann erkrankte der Sänger schwer. Er starb noch vor seinem 48. Geburtstag in seiner Heimat auf Curaçao an den Folgen seiner AIDS-Erkrankung. Marchenas letzten Aufnahmen wurden 1995 postum unter dem Titel Mandala Sigi Schwab + Percussion Project veröffentlicht. Der Ensemblename Percussion Academia ist nach Marchenas Ableben von Sigi Schwab in Percussion Project umbenannt worden.

## Auszeichnungen
RSH-Gold
- 1988

## Diskografie

### Alben
- 1988: My Love Is a Tango
- 1990: Soca Dance – Sensation

### Singles
- 1987: My Love Is a Tango
- 1988: Time for Lovers